# Gyulakeszi
Gyulakeszi là một thị trấn thuộc hạt Veszprém, Hungary. Thị trấn này có diện tích 9,67 km², dân số năm 2010 là 722 người, mật độ 75 người/km².